# L.A. State of Mind
L.A. State of Mind е вторият студиен албум на английската певица Мелани Браун, издаден през 2005 г. Албумът успява да достигне 41-място във Великобритания.

## Списък с песните
1. „Today“ – 3:16
2. „Stay in Bed Days“ – 4:05
3. „Beautiful Girl“ – 3:47
4. „Music of the Night (Perdido)“ – 3:48
5. „If I Had My Life Again“ – 4:41
6. „In Too Deep“ – 4:00
7. „Sweet Pleasure“ – 3:40
8. „L.A. State of Mind“ – 3:44
9. „Say Say Say“ – 3:54
10. „Bad, Bad Girl“ – 3:25
11. „Hold On“ – 3:51